# HMOX1
HMOX1 é uma gene humano que codifica a enzima heme oxigenase 1 (EC 1.14.99.3). A heme oxigenase é uma enzima essencial para o catabolismo do heme. Faz a clivagem do grupo heme para formar biliverdina.
O gene HMOX está localizado no braço longo do cromossoma 22, na posição 13.1, desde o par de bases 34.101.636 até ao 34.114.748.

## Leitura de apoio
- Yachie A, Niida Y, Wada T, Igarashi N, Kaneda H, Toma T, Ohta K, Kasahara Y, Koizumi S (1999). «Oxidative stress causes enhanced endothelial cell injury in human heme oxygenase-1 deficiency». J Clin Invest. 103 (1): 129–35. PMC 407858. PMID 9884342. doi:10.1172/JCI4165
- Soares MP, Brouard S, Smith RN, Bach FH (2002). «Heme oxygenase-1, a protective gene that prevents the rejection of transplanted organs.». Immunol. Rev. 184: 275–85. PMID 12086318. doi:10.1034/j.1600-065x.2001.1840124.x
- Morse D, Choi AM (2002). «Heme oxygenase-1: the "emerging molecule" has arrived.». Am. J. Respir. Cell Mol. Biol. 27 (1): 8–16. PMID 12091240
- Buelow R, Tullius SG, Volk HD (2002). «Protection of grafts by hemoxygenase-1 and its toxic product carbon monoxide.». Am. J. Transplant. 1 (4): 313–5. PMID 12099373. doi:10.1034/j.1600-6143.2001.10404.x
- Ishikawa K (2003). «Heme oxygenase-1 against vascular insufficiency: roles of atherosclerotic disorders.». Curr. Pharm. Des. 9 (30): 2489–97. PMID 14529548. doi:10.2174/1381612033453767
- Exner M, Minar E, Wagner O, Schillinger M (2005). «The role of heme oxygenase-1 promoter polymorphisms in human disease.». Free Radic. Biol. Med. 37 (8): 1097–104. PMID 15451051. doi:10.1016/j.freeradbiomed.2004.07.008
- Ozono R (2006). «New biotechnological methods to reduce oxidative stress in the cardiovascular system: focusing on the Bach1/heme oxygenase-1 pathway.». Current pharmaceutical biotechnology. 7 (2): 87–93. PMID 16724942. doi:10.2174/138920106776597630
- Tracz MJ, Alam J, Nath KA (2007). «Physiology and pathophysiology of heme: implications for kidney disease.». J. Am. Soc. Nephrol. 18 (2): 414–20. PMID 17229906. doi:10.1681/ASN.2006080894
- Hill-Kapturczak N, Agarwal A (2007). «Haem oxygenase-1--a culprit in vascular and renal damage?». Nephrol. Dial. Transplant. 22 (6): 1495–9. PMID 17389623. doi:10.1093/ndt/gfm093